# Sótades
Sótades (en griego Σωτάδης) fue un poeta del siglo III a. C. de la Antigua Grecia. Nacido en Maronea, ya sea en Creta o Tracia. Fue el mayor representante del grupo de escritores de los Kinaidoi (plural de kínaidos [κίναιδος, de κινέω "causar" y αιδώς "vergüenza"], el miembro pasivo de una relación homosexual), versos satíricos y subversivos escritos en lo que se llamaría después métrica sotádica. Esta última caracterizada por la posibilidad de leerse la misma oración de fin a comienzo, lo que hoy se denomina palíndromo.
Sótades vivió en Alejandría durante el reinado de Ptolomeo II (285-246 a. C.), a quien atacó con uno de sus poemas, sobre su casamiento con su propia hermana, Arsínoe, por lo cual fue encarcelado y finalmente ejecutado. Probablemente fue el autor de algunos de los primeros palíndromos de los que se tiene registro; hoy es visto por muchos como el inventor de este género.